# GMTV
GMTV是持有英國獨立電視網早晨時段電視執照的公司，在1993年1月1日至2010年9月3日播出。2009年11月後，這家公司成為獨立電視公司的全資子公司。隨後獨立電視公司停止以GMTV名義播出節目，該公司更名為ITV早餐。

## 外部連結
- ITV plc （页面存档备份，存于）
- itv.com上《GMTV 》的資料 (Page does not exist, used to redirect to the Daybreak page)
- itv.com上《CITV 》的資料